# Hakea chromatropa
Hakea chromatropa (лат.) — кустарник или небольшое дерево рода Хакея (Hakea) семейства Протейные (Proteaceae), встречающийся в Юго-Западном регионе Западной Австралии. Ареал ограничен областью вокруг холмов Вонган, где растёт на гравийных суглинках в открытых кустарниковых зарослях. Цветки белые или кремовые, со временем становятся розовыми, без запаха.

## Ботаническое описание
Hakea chromatropa — ветвистый кустарник до 2,5 м в высоту и 2 м в ширину с мелко-трещиноватой корой. Мелкие ветви покрыты короткими раздвоенными спутанными волосками и более длинными простыми волосками. Листья зелёного цвета жёсткие, яйцевидной формы длиной 18—55 мм и шириной 8—20 мм, сужающиеся к стеблю. Край листа имеет зубцы, расширяющиеся к вершине, с 1—5 зубчиков на каждой стороне. Соцветие появляется в пазухах листьев с едва различимой осью. Цветоножка длиной 4—7 мм покрыта длинными мягкими белыми волосками. Прицветник яйцевидной формы с плоскими волосками длиной до 1,5 мм. Каждое соцветие имеет 20—26 неароматизированных кремово-белых цветов, с возрастом становящихся тёмно-розовыми. Плоды имеют широкую яйцевидную форму, более увеличенные в нижней части 20—24 мм в длину и 10—13 мм в ширину. Поверхность плода покрыта небольшими пробковыми выступами в форме пирамиды. Цветёт с июля до начала октября.

## Таксономия
Вид Hakea chromatropa был описан австралийскими ботаниками Александром Джорджем и Робин-Мэри Баркер в 2007 году и опубликована в Nuytsia. Видовое название chromatropa — от древнегреческих слов chroma, означающих «цвет» и trope «поворот», относящихся к видовой привычке цветов, меняющих цвет с возрастом. Новый таксон был описан из высушенных образцов, полученных в 2006 году и зафиксированных как не имеющие запаха. Однако в телевизионном интервью А. Джордж заявил, что Hakea chromatropa «имеет прекрасный аромат, как ваниль».

## Распространение и местообитание
Ареал ограничен четырьмя местами в северной части яррового леса и северо-западном биорегионе Эйвон-Уитбелт. Растёт в открытых кустарниковых зарослях, в редких эвкалиптовых лесах на гравийных суглинках. Новый таксон был описан из цветущих образцов, полученных в 2006 году.

## Охранный статус
H. chromatropa внесена в список «Первый приоритет» Департаментом парков и дикой природы правительства Западной Австралии, что означает, что он известен только из одного или нескольких мест, которые потенциально находятся под угрозой.